# Jean-Baptiste Jeunehomme
Pour les articles homonymes, voir Jeunehomme.
Né à Reims le 7 août 1737, y est mort le 11 décembre 1806, Jean-Baptiste Jeunehomme, imprimeur, fut président du Conseil municipal de Reims de 1799 à 1800. Il repose au cimetière du nord de Reims (163m du mur Nord, 37m du mur sud). 

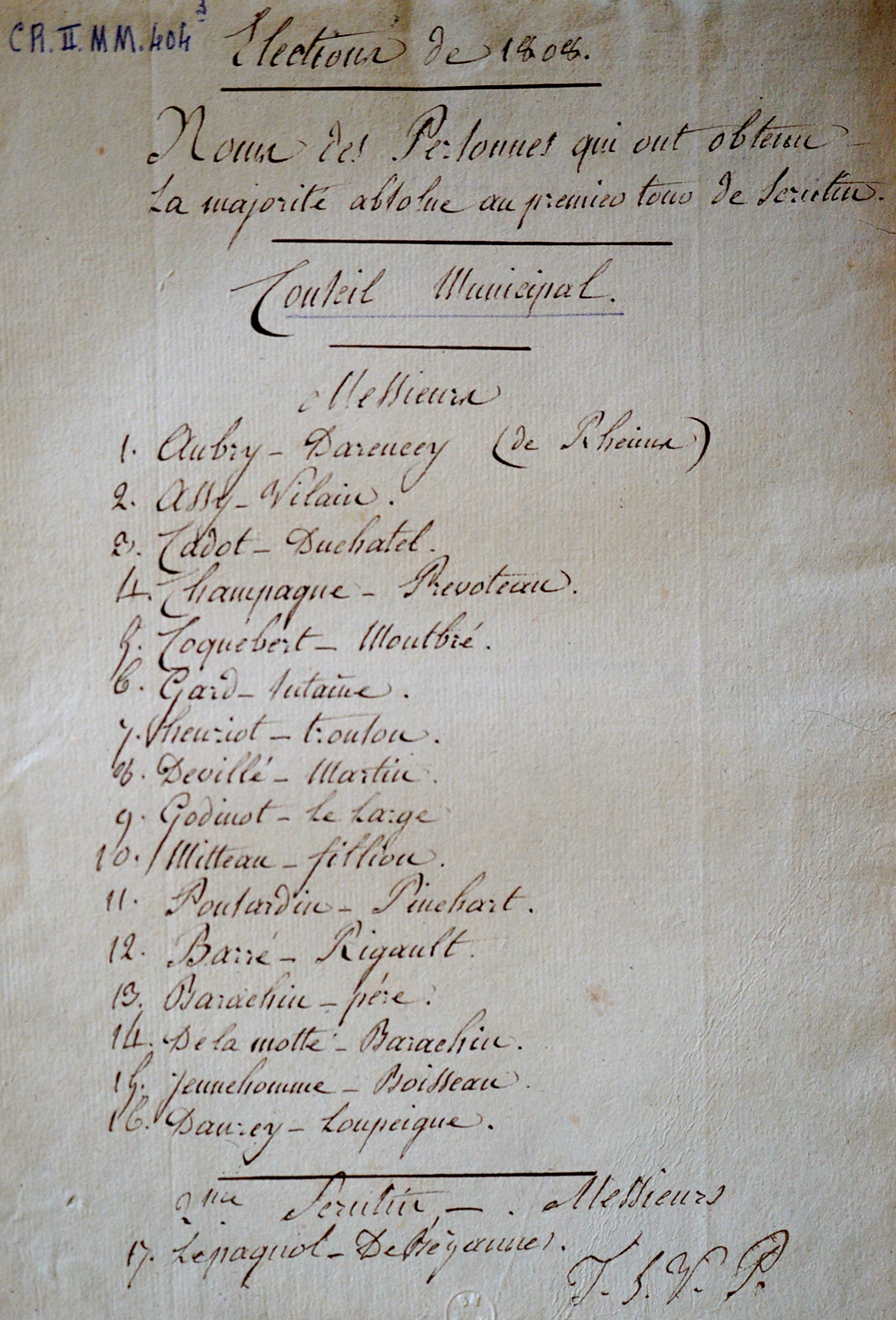
Le conseil municipal avec Jeunhomme, 1808.